# Heinrich Maria von Hess
Heinrich Maria von Hess (Düsseldorf, 1798. április 19. – München, 1863. március 29.) német festő, Carl Ernst Christoph Hess fia, Peter von Hess testvére.

## Élete
Apjának volt a tanítványa, 1813-ban a Müncheni Képzőművészeti Akadémia növendéke lett. Már első képét, a Hit, Remény és Szeretet, a Szent Család, Lukács evangélista, Mária Magdolna és a Sírbatétel, továbbá Apolló a múzsák között és a Karácsonyéj a régi olasz mesterek, főleg Raffaello Sanzio hatását tükrözik. 1821-től fogva öt éven Itáliában tartózkodott, 1827 és 1847 között a müncheni akadémia tanára. 1849-től az egyesült királyi művészeti gyűjtemények igazgatója volt. 1827 és 1837 között festette az új Mindszentek temploma freskóképeit, 33 ábrázolást az ó-, 34-et az Újszövetségból, 11-et a római katolikus egyház történetéből. Egyidejűleg elkészítette a mintákat a regensburgi székesegyház kereszthajójának üvegfestményei számára és olajfestményei közül például a Mária látogatását Erzsébetnél.

## Galéria

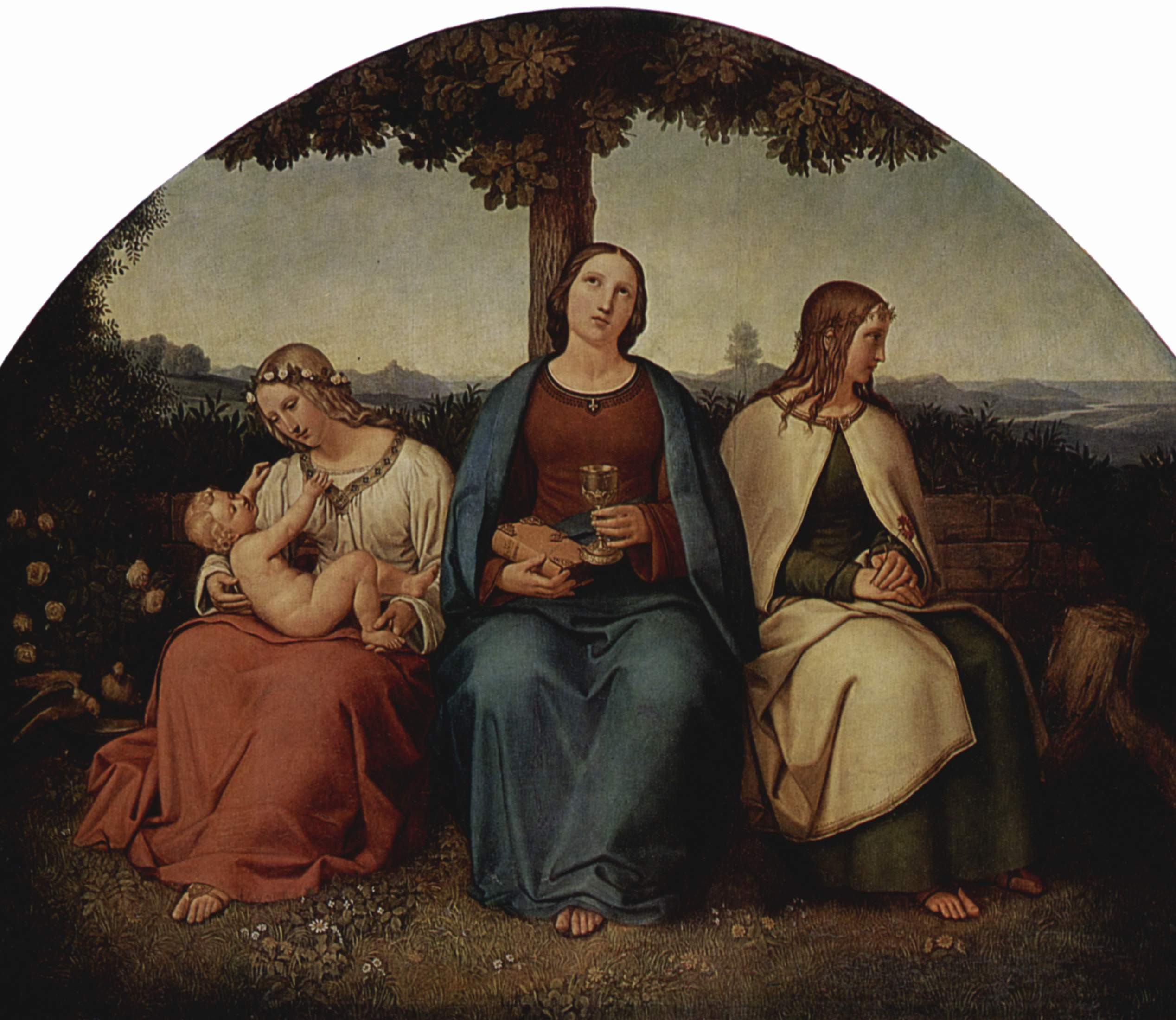
Hit, Remény és Szeretet (1819)
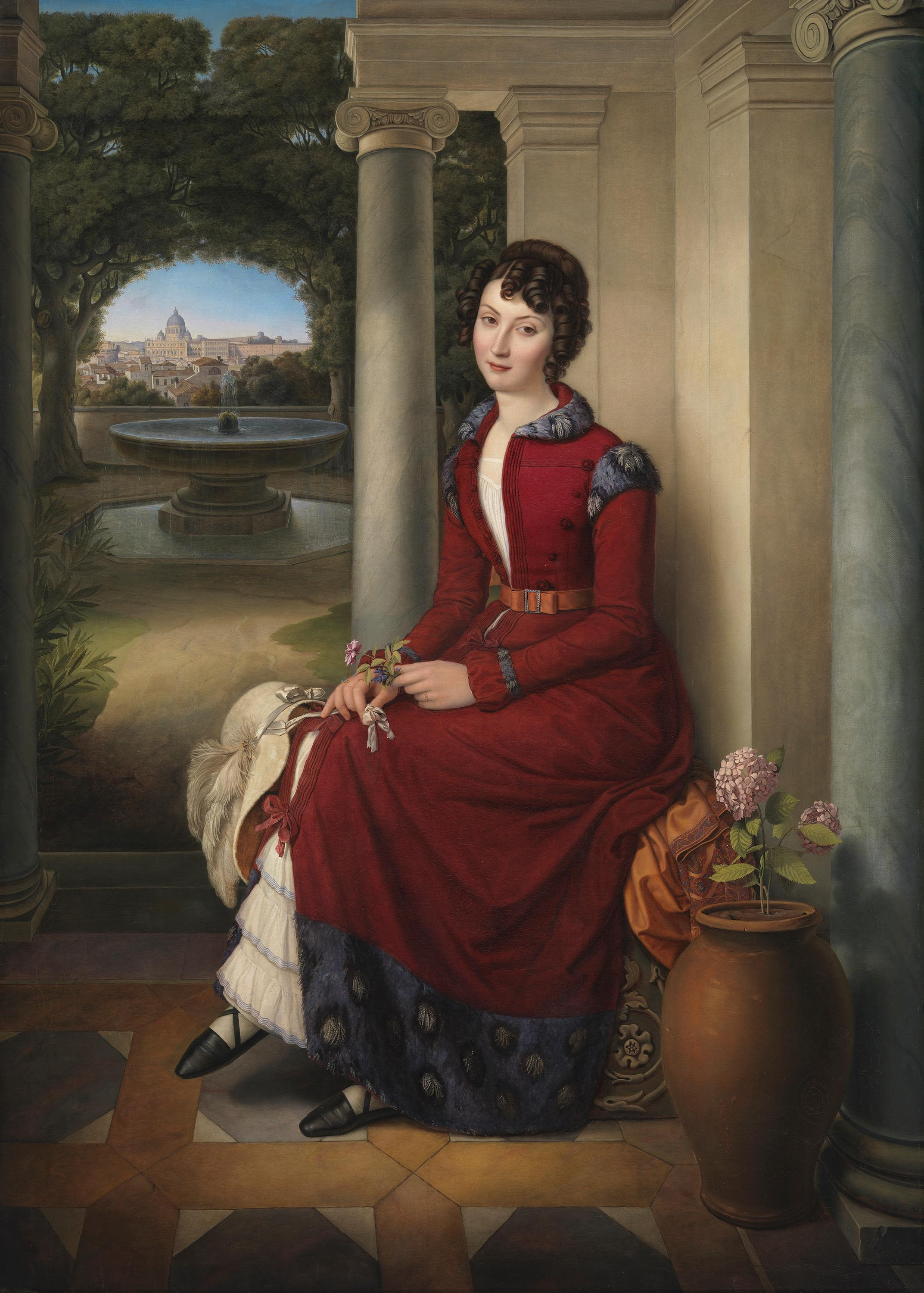
Florenzi márkiné (1828)
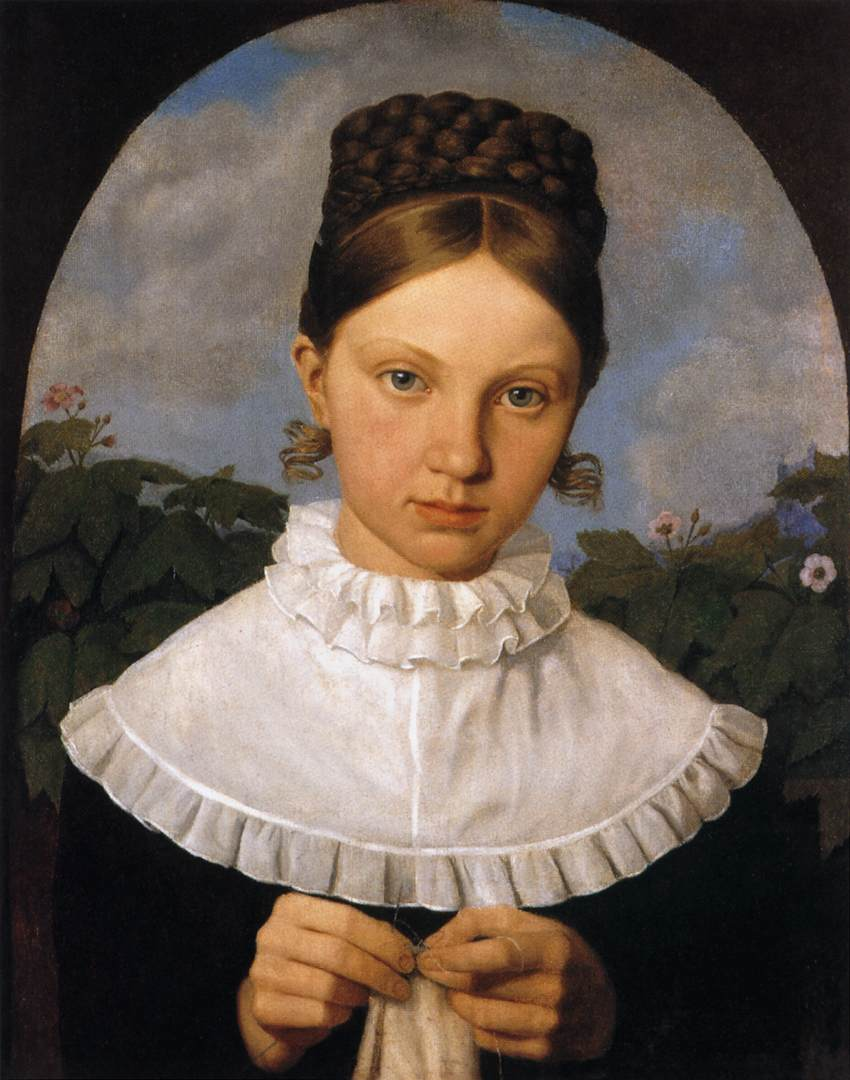
Fanny Gail portréja (1820–21)